# Kolding Folkeblad
Kolding Folkeblad var en dansk avis udgivet siden 1872 som politisk modstykke til den konservative Kolding Avis. Kolding Folkeblad blev stiftet som organ for Christen Bergs venstrelinje og blev moderblad for en vestjysk venstrepresse under ejerskab af De Bergske Blade.

## Historie
Avisens redaktør var Enevold Sørensen i perioden 1872-1901, og avisen fik fra ca. 1900 politisk og oplagsmæssig medvind, hvilket førte til en førerstilling fra 1920'erne. Økonomiske problemer førte til et forsøg på relancering i 1989 som regionsavis under titlen Folkebladet Sydjylland, men uden succes. De Bergske Blade solgte i 1992 Kolding Folkeblad til JydskeVestkysten, der i 1993 gjorde det til en aflægger under den gamle titel, for til sidst i 1998 at indlemme den som en lokaludgave af JyskeVestkysten.
Under 2. Verdenskrig, natten til den 16. september 1944, placerede Schalburgtagekorpset 80 kilo sprængstof ved rotationspressen på Kolding Folkeblad og detonerede det. Ved eksplosionen døde avisens redaktør, N. E. Therkilsen, hans 17-årige datter Kirsten og portneren Carl Gejlager. Eksplosionen skete kl. 01.48 og satte husets gamle vægur i stå. I respekt er uret aldrig siden blevet sat i gang og hænger i mødelokalet hos JydskeVestkysten i Kolding som en påmindelse om, at det frie ord kan koste den højeste pris, nemlig livet.
I 1993 fusionerede Kolding Folkeblad med JydskeVestkysten og er dermed blevet en underafdeling af samme.

## Oplag
| 1880 | 1901 | 1918 | 1938   | 1958   | 1978   | 1988   | 1991   |
| ---- | ---- | ---- | ------ | ------ | ------ | ------ | ------ |
| 1600 | 2700 | 7000 | 10.500 | 17.000 | 19.000 | 19.300 | 17.700 |